# Xi Jinping
Xi Jinping (習近平T, 习近平S, Xí JìnpíngP, pronuncia /ɕǐ tɕînpʰǐŋ/; Pechino, 15 giugno 1953) è un politico cinese, segretario generale del Partito Comunista Cinese (PCC), presidente della Commissione militare centrale (CMC) dal 2012 e presidente della Repubblica Popolare Cinese (RPC) dal 2013.
Xi fa parte del gruppo dei Taizi, ovvero i "Principi Rossi", che riunisce i figli e i nipoti dei protagonisti della "lunga marcia" e della vittoria del 1949. Figlio del veterano comunista Xi Zhongxun, da adolescente fu esiliato nella rurale contea di Yanchuan in seguito all'epurazione di suo padre durante la Rivoluzione culturale e visse in una yaodong vicino al villaggio di Liangjiahe, dove si unì al PCC e lavorò alla segreteria locale del partito. Dopo aver studiato ingegneria chimica presso l'Università Tsinghua come "studente lavoratore-contadino-soldato", Xi ha scalato i ranghi politici nelle province costiere della Cina.
È stato governatore del Fujian dal 1999 al 2002, prima di diventare governatore e segretario del partito del vicino Zhejiang dal 2002 al 2007. In seguito al licenziamento del segretario del partito di Shanghai, Chen Liangyu, Xi è stato scelto per sostituirlo per un breve periodo nel 2007. Successivamente è entrato a far parte del Comitato permanente dell'ufficio politico del Partito Comunista Cinese e ha servito come primo segretario della segreteria del Partito Comunista Cinese nell'ottobre 2007. Nel 2008 è stato designato come possibile successore di Hu Jintao nel ruolo di "leader supremo" ed è stato nominato vicepresidente della Repubblica Popolare Cinese e vicepresidente della Commissione militare centrale.
Xi è il primo segretario generale del PCC nato dopo l'istituzione della Repubblica Popolare Cinese. Da quando ha assunto il potere, ha introdotto misure di vasta portata per rafforzare la disciplina del partito e imporre l'unità interna. La sua campagna contro la corruzione ha portato alla caduta di importanti funzionari del Partito Comunista in carica e in pensione, compresi membri del Comitato permanente del Politburo. Ha anche promulgato o promosso una politica estera più assertiva, in particolare per quanto riguarda le relazioni bilaterali sino-giapponesi, le rivendicazioni cinesi nel Mar Cinese Meridionale e la difesa del libero scambio e della globalizzazione. Ha cercato di espandere l'influenza della Cina in Africa ed Eurasia attraverso l'iniziativa della "Nuova via della seta".
In qualità di figura centrale della "quinta generazione di leadership" della Repubblica Popolare, Xi ha accentrato in modo significativo il potere istituzionale assumendo un'ampia gamma di posizioni di leadership, tra cui la presidenza della "Commissione per la sicurezza nazionale del Partito Comunista Cinese", di recente formazione, nonché nuovi comitati direttivi per l'economia e riforme sociali, ristrutturazione e modernizzazione militare e Internet. Nel 2018, ha abolito i limiti del mandato presidenziale, assicurandosi di poter governare a tempo indeterminato. Il pensiero di Xi Jinping è inoltre stato incorporato nella Costituzione del Partito Comunista Cinese e nella Costituzione della Repubblica Popolare Cinese.
Xi viene considerato un dittatore da svariati osservatori politici e accademici internazionali, che sotto il suo comando in Cina citano un aumento della censura e della sorveglianza di massa, il deterioramento dei diritti umani, il suo culto della personalità e l'abolizione dei limiti di mandato per la presidenza da lui avallata.

## Biografia

### Esordi politici
Xi nacque a Pechino il 15 giugno 1953, figlio di Xi Zhongxun, un comunista di lunga fede, vicepremier di ispirazione riformista (fu l'architetto delle zone economiche speciali volute da Deng Xiaoping nei primi anni ottanta per favorire il decollo industriale del paese e attirare gli investimenti stranieri), criticato e marginalizzato in più occasioni durante la Rivoluzione culturale per le sue posizioni poco ortodosse.
Durante la Rivoluzione culturale il padre di Xi, allora a capo del dipartimento di propaganda del PCC, viene arrestato finendo in carcere e condannato con la moglie a morte, pena commutata poi in ergastolo. Il giovane Xi passa così da una vita privilegiata a un estremo disagio. Nel 1967 venne inviato nello Shanxi in un gruppo di produzione per essere rieducato ai valori della rivoluzione, vivendo in una grotta assalito dalle pulci. Qui ha notizia del suicidio della sorella Xi Heping a causa dei continui soprusi delle Guardie Rosse che era costretta a subire.
Dopo ben sette tentativi viene riammesso nel Partito comunista divenendo poi segretario della cellula di Partito del gruppo, terminando questa attività nel 1975. Successivamente avrebbe ricordato con favore questo periodo, pur ribadendo la disillusione verso la Rivoluzione culturale. Nel 1971 entrò nella Lega della Gioventù Comunista Cinese e nel 1974 entrò a far parte del Partito comunista. Dal 1975 al 1979 studiò ingegneria chimica all'Università Tsinghua di Pechino, conseguendo successivamente un dottorato di ricerca in legge. Ha lavorato come segretario di Geng Biao, che allora era vice primo ministro e segretario generale della Commissione militare centrale.
Nel corso della parte iniziale della sua carriera ebbe incarichi dirigenziali nelle province di Shaanxi, Hebei, Fujian e Zhejiang. Alla fine degli anni ottanta entrò nel Comitato municipale di Fuzhou e nel 1990 divenne presidente della Scuola del Partito in città. Nel 1998 divenne vicegovernatore del Fujian, quindi governatore nel 1999, improntando il suo governo sull'attrazione di investimenti stranieri. Già all'inizio del suo mandato fu però coinvolto nello scandalo che investì l'amministratore locale corrotto e corruttore Lai Changxing, ma non ne subì ripercussioni.

### Incarichi importanti
Nel 2002 Xi si trasferì nello Zhejiang, dove divenne governatore provvisorio per alcuni mesi, esercitando il suo incarico di segretario provinciale del Partito e quindi presidente del comitato permanente dell'assemblea popolare provinciale. Nello stesso anno, al XVI Congresso nazionale del Partito, fu eletto membro del Comitato centrale, di cui era già supplente dal 1997. In questo periodo fece dello Zhejiang una delle province più virtuose dal punto di vista economico, grazie a un alto tasso di investimenti stranieri, creandosi anche una fama di nemico dei dirigenti corrotti.
A seguito della rimozione di Chen Liangyu, segretario del partito a Shanghai, Xi fu chiamato a sostituirlo nel marzo 2007, ricevendo così un segnale di apprezzamento da parte delle autorità centrali. Qui si impegnò a non toccare questioni controverse, limitandosi ad applicare le direttive del governo centrale.

### Elevazione a dirigente centrale
Nell'ottobre 2007 si tenne il XVII Congresso nazionale, con il relativo rinnovamento degli organi dirigenti; con l'appoggio di Hu Jintao, Xi fu eletto membro dell'Ufficio politico del Partito Comunista Cinese e del Comitato permanente dell'ufficio politico; fu quindi nominato primo segretario della Segreteria del Comitato centrale (il cui capo formale è Hu in quanto segretario generale, ma le cui mansioni sono esercitate di fatto dal segretario che detiene il titolo informale di "primo membro" o "primo segretario"), nonché presidente della Scuola centrale. L'anno seguente, nel 2008, il Congresso nazionale del popolo lo elesse vicepresidente della Repubblica. In questi tre incarichi succedeva a Zeng Qinghong, considerato il "numero 2" di Hu.

### Attività da vicepresidente

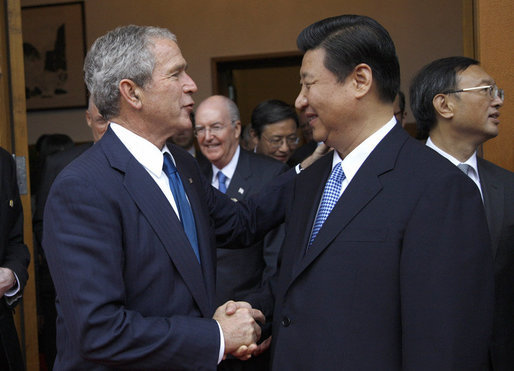
Xi Jinping insieme a George W. Bush nel 2008

Xi è particolarmente impegnato sul fronte delle relazioni internazionali. Subito dopo la propria elezione a vicepresidente, compì visite ufficiali in Corea del Nord, Mongolia, Arabia Saudita, Qatar e Yemen, a cui aggiunse altri intensi tour internazionali negli anni successivi. Nel corso di una visita in Venezuela nel 2009 incontrò Hugo Chávez.
L'11 febbraio 2009, in visita in Messico, davanti ad alcuni residenti cinesi disse che la lotta della Cina contro la crisi mondiale era il suo "maggior contributo per la razza umana" e, respingendo le accuse rivolte al suo paese, dichiarò: "Primo, la Cina non esporta la rivoluzione. Secondo, la Cina non esporta fame e povertà. Terzo, la Cina non esporta seccature. Che altro c'è da dire?" Pare che queste sue affermazioni presero di sprovvista persino il Ministero degli Esteri.
Xi naturalmente detiene e ha avuto svariati incarichi anche a livello interno. Oltre a essere incaricato degli affari di Hong Kong e Macao a livello centrale, fu posto a capo dei lavori di preparazione per la XXIX Olimpiade che si tenne a Pechino nel 2008, e nel 2009 fu presidente del comitato preparatorio dei festeggiamenti per il 60º anniversario della Repubblica Popolare Cinese. Il 18 ottobre 2010 è stato eletto vicepresidente della Commissione militare centrale al plenum del Comitato Centrale del partito.

### Successione alla Segreteria generale del Partito
Il 15 novembre 2012, al termine del XVIII Congresso nazionale del Partito Comunista Cinese, Xi Jinping è stato eletto segretario generale del Partito Comunista Cinese. Nello stesso giorno è stato nominato anche capo della Commissione militare centrale. Si tratta delle due cariche più importanti all'interno del Partito Comunista Cinese, in precedenza detenute dal segretario uscente Hu Jintao. Il fatto che Xi Jinping abbia assunto in quest'occasione entrambi gli incarichi viene interpretato come un segno della compiuta transizione dalla vecchia alla nuova leadership. Il 14 marzo 2013, secondo una consuetudine che prevede che il segretario generale acceda alla massima carica istituzionale dello Stato, Xi Jinping è stato eletto presidente della Repubblica dal Congresso nazionale del popolo, riunitosi per l'elezione del nuovo governo della repubblica.
Da leader della Cina la sua più importante iniziativa è coincisa con il lancio della grande iniziativa geopolitica ed economica della "Nuova via della seta" (Belt and Road Initiative, BRI), varata nel 2013 e pensata per integrare sempre più strettamente i grandi spazi euroasiatici sotto il profilo infrastrutturale e commerciale. Molto dibattuta è l'idea secondo cui la BRI rappresenterebbe una sfida aperta alla globalizzazione di matrice statunitense: se alcuni studiosi ritengono le "vie della seta" funzionali all'autonomia strategica di Pechino dalla superiorità geopolitica di Washington, altri rilevano che la Cina inserisce la BRI nel contesto della globalizzazione e del libero mercato garantito proprio dalla leadership statunitense.

## Posizioni politiche

### Sogno cinese
Xi e gli ideologi del suo partito hanno coniato l'espressione "sogno cinese" per descrivere il piano generale di Xi per il futuro della Cina. Dal 2013 la frase viene usata come simbolo di una ideologia quasi ufficiale del partito. L'espressione probabilmente si ispira all'analogo sogno americano. The Economist ha notato come la natura astratta e apparentemente aperta del concetto, che non prescrive nessuna precisa politica, sia un cambiamento volontario rispetto al gergo altamente ideologico dei suoi predecessori.
Sebbene il sogno cinese sia stato inizialmente interpretato come analogo al sogno americano (che enfatizza l'automiglioramento e le opportunità individuali), l'uso dello slogan in contesti ufficiali dal 2013 ha assunto un carattere più nazionalista: la parola "sogno" è stata costantemente collegata alla frase "la grande resurrezione della nazione cinese". Xi Jinping ha usato per la prima volta questa espressione durante una visita al Museo nazionale della Cina, il 29 novembre 2012, in occasione di una mostra sulla "resurrezione nazionale". Da allora l'espressione è diventata lo slogan politico simbolo dell'era Xi.
Xi ha affermato, l'8 giugno 2013, durante il suo incontro con il presidente americano Barack Obama, che il sogno cinese significa la prosperità del paese, la ripresa della nazione e la felicità del popolo. Ed è anche il sogno di cooperazione, di sviluppo, di pace e di win-win. Il Guardian ha pubblicato l'articolo di Jonathan Fenby "Tiger Head, Snake Tails: China Today", che rileva che il sogno cinese è ostacolato da problemi sociali come la sicurezza alimentare, l'inquinamento ambientale, la riduzione del passo della crescita economica, gli errori nei testi didattici, ecc. Molti problemi sono provocati dal sistema stesso del paese.

### Ideologia
Il 18 settembre 2017 i media di Stato cinesi hanno annunciato che il Comitato centrale del Partito Comunista Cinese aveva deciso che la filosofia politica di Xi, comunemente chiamata "il pensiero di Xi Jinping" dai media occidentali, sarebbe entrata nella costituzione cinese. Xi ha parlato per la prima volta dei suoi "Pensieri sul socialismo con caratteristiche cinesi per una nuova era" nel discorso di apertura del diciannovesimo congresso del partito nell'ottobre 2017. Il Comitato permanente dell'ufficio politico del Partito Comunista Cinese ha aggiunto, nel suo commento al discorso, "di Xi Jinping" dopo "Pensieri".
Xi stesso ha descritto il Pensiero come parte di un più ampio progetto di "socialismo con caratteristiche cinesi" (un'espressione che si deve a Deng Xiaoping) che vede la Cina a uno "stadio primario di socialismo". Nei documenti ufficiali del partito e nelle dichiarazioni dei colleghi di Xi, il Pensiero è definito una continuazione del marxismo-leninismo, del maoismo, della teoria di Deng Xiaoping, delle teoria delle tre rappresentanze e della prospettiva scientifica dello sviluppo. L'insieme di queste dottrine rappresenta il "marxismo adattato alle condizioni cinesi" e alla situazione contemporanea. Il 24 ottobre 2017, nella sua ultima sessione, il diciannovesimo congresso del partito ha approvato l'incorporazione del pensiero di Xi Jinping nella Costituzione del Partito Comunista Cinese.

### Ruolo del Partito Comunista

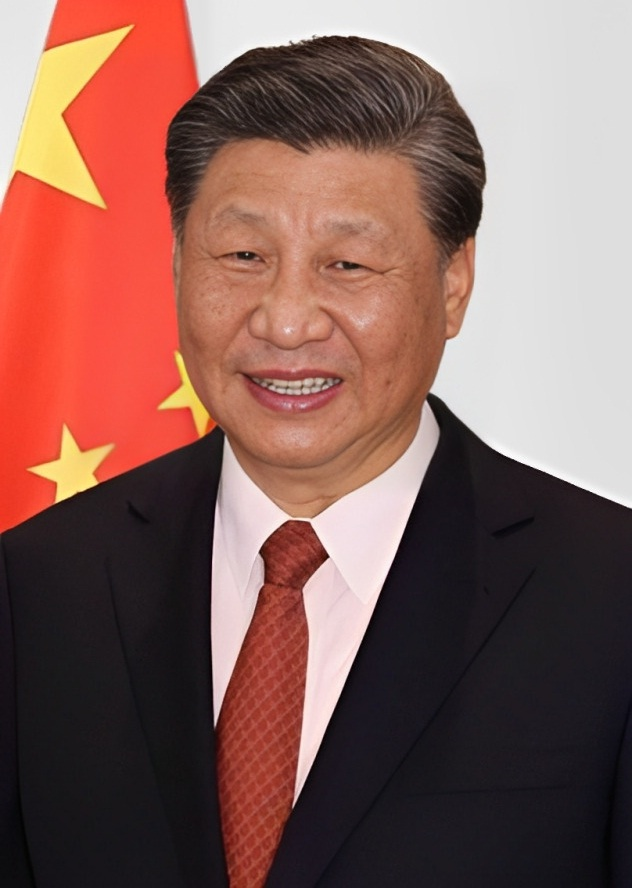
Xi Jinping nel 2022

Fin dalla sua elezione Xi ha affermato ripetutamente la supremazia del Partito Comunista, riprendendo le parole di Deng Xiaoping secondo il quale riforme economiche efficaci possono avere luogo solo sotto la guida di un partito unico. Secondo Xi il Partito Comunista è l'unico partito legittimo e costituzionale e da esso deriva la legittimità della così detta "linea di massa": in altre parole il partito rappresenta gli interessi della grande maggioranza delle persone comuni. Xi ha mostrato di prediligere un potere politico fortemente centralizzato come mezzo per una ristrutturazione economica di larga scala.
Xi crede che la Cina debba seguire "il proprio cammino" e che un governo forte e autoritario sia parte integrante del "modello cinese", basato su un "sistema di valori socialista" visto come in contrapposizione ai valori occidentali. Così come il partito deve controllare la vita politica dello Stato, le autorità centrali del partito devono esercitare un controllo completo e diretto su tutte le attività del partito. Ciononostante Xi e i suoi seguaci riconoscono le sfide alla legittimità della guida comunista, in particolare la corruzione dei funzionari di partito.
La risposta a queste sfide, secondo il programma di Xi, è duplice: da una parte rinforzare il partito dall'interno, imponendo una stretta disciplina e iniziando un'ampia campagna anti-corruzione; dall'altra l'organizzazione di campagne propagandistiche sulla "linea di massa" nello stile di Mao. Le politiche di Xi sono state definite come "economicamente liberali ma politicamente conservatrici" da Cheng Li della Brookings Institution.

## Vita privata
La prima moglie Ke Lingling, da cui Xi si separò presto, era figlia dell'ambasciatore cinese nel Regno Unito. Xi si è risposato con Peng Liyuan, sua seconda moglie, nel 1987; Peng è una cantante di discreto successo, nonché membro dell'Esercito Popolare di Liberazione e deputata al Comitato nazionale della Conferenza politica consultiva del popolo. La loro vita impegnata li tiene frequentemente separati. Insieme hanno una figlia di nome Xi Mingze (习明泽), nata il 25 giugno 1992 e soprannominata Xiao Muzi (小木子, letteralmente piccolo legno).

## Opere
- Governare la Cina (I), Pechino: Foreign Languages Press. ISBN 9787119090573 (2014)
- Governare la Cina (II), Pechino: Foreign Languages Press. ISBN 9787119111643 (2017)
- Governare la Cina (III), Pechino: Foreign Languages Press. (2020)